# Janka

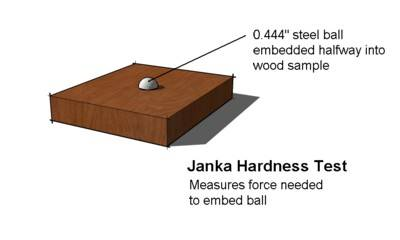
Janka-test

Janka är ett mått med vilken "hårdheten" för olika träslag anges. Hårdheten mäts genom ett Brinelltest. Det som detta test mäter är vilken kraft som krävs för att trycka in en stålboll med diametern 11.28 millimeter till ett djup av halva bollens diameter (detta för att åstadkomma en area på 100 kvadratmillimeter).